# Platylabus thalhammeri
Platylabus thalhammeri är en stekelart som beskrevs av Gabriel Strobl 1901. Platylabus thalhammeri ingår i släktet Platylabus och familjen brokparasitsteklar. Inga underarter finns listade i Catalogue of Life.